# Église des Carmes (La Rochelle)

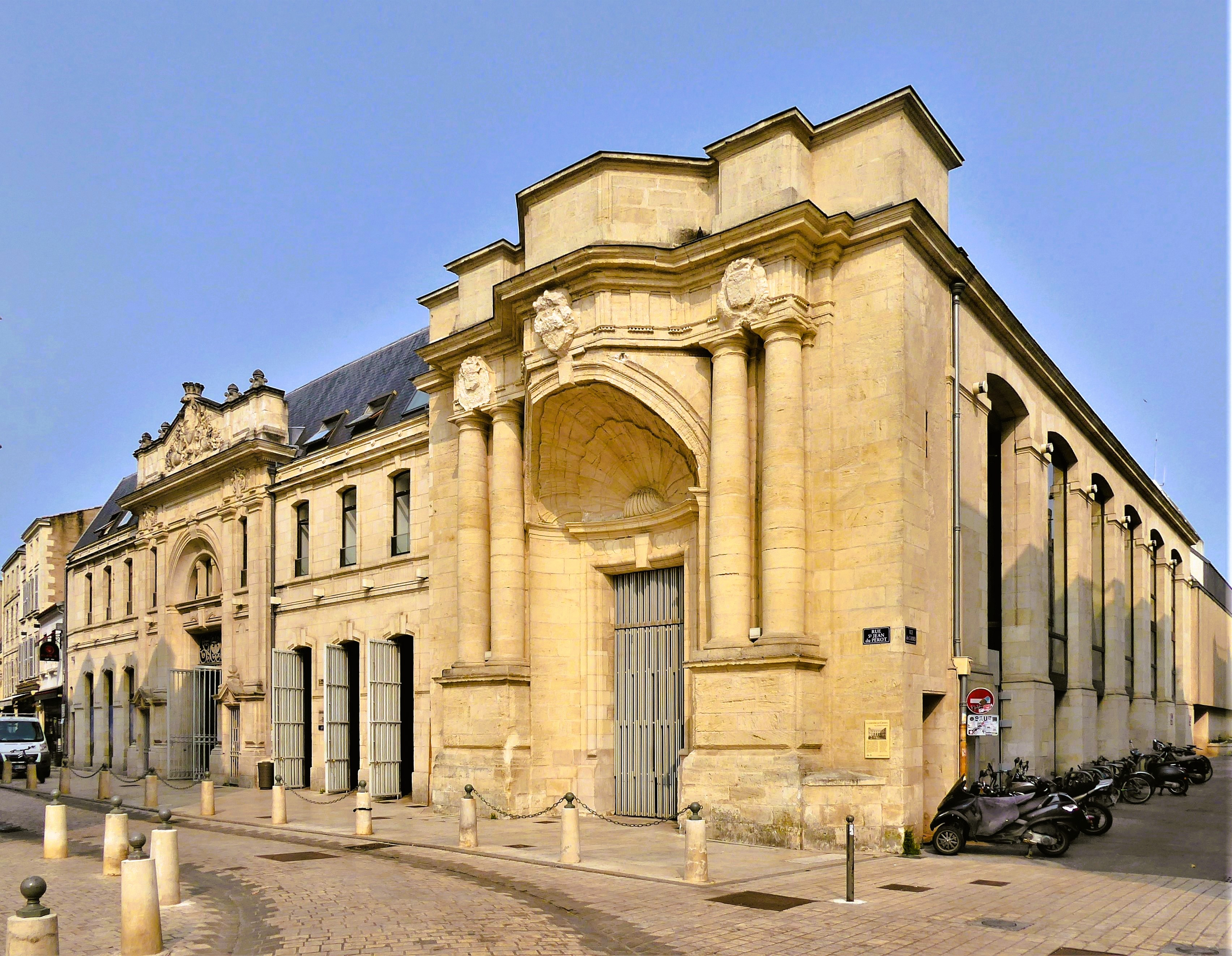
Église des Carmes in La Rochelle

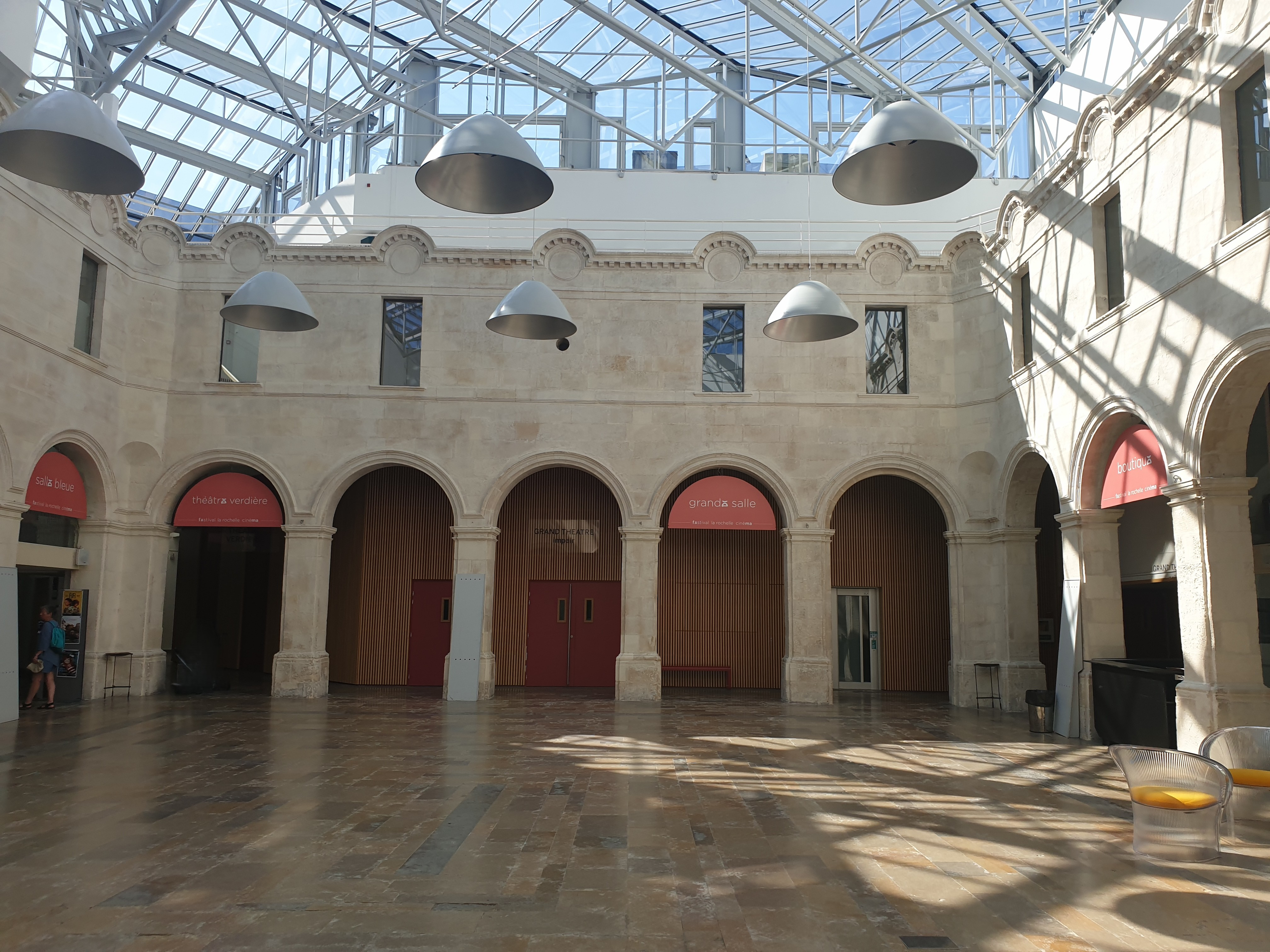
Blick in den Kreuzgang

Die Église des Carmes (deutsch: Karmeliterkirche) ist eine profanierte ehemalige Klosterkirche der Karmeliten in La Rochelle im Département Charente-Maritime (Region Nouvelle-Aquitaine). Die Fassade der Kirche ist seit 1925 als Monument historique eingestuft.

## Geschichte
Die Klostergründung der Karmeliten in La Rochelle geht auf das 13. Jahrhundert zurück. Sie errichteten ihren ersten Konvent im Viertel Perrot. Das Kloster musste im Jahr 1556 auf königlichen Befehl abgerissen wurden, um Platz für Bau einer Zitadelle zu machen. Die Karmeliten ließen sich in der Folge im Krankenhaus Saint-Julien nieder und mussten die Stadt während der Hugenottenkriege verlassen. Als sie 1628 zurückkehrten, nahmen sie ihre alten Besitztümer zurück, die allerdings verwüstet waren. Der Orden baute zwischen 1645 und 1665 ein neues Kloster und 1676/77 eine neue Klosterkirche. Im Jahr 1791 wurde das Klostergelände als Folge der Französischen Revolution in Staatseigentum überführt. Ab 1808 wurden die Gebäude als Zolllager genutzt. 1841 wurde zuerst im Klostergarten und dann im Kreuzgang ein Fischmarkt eingerichtet. Seit dem Jahr 1887 wurde dafür auch die Kirche genutzt. Im Jahr 1896 wurde der Fischmarkt durch den Architekten Corbineau fast vollständig umgebaut, indem er vom Kloster nur die Fassade der Kirche und die Arkaden des Kreuzgangs behielt und eine große Markthalle mit einer neuen Fassade in der Rue Saint-Jean errichtete. Im Jahr 1957 zog der Fischmarkt in eine neue Halle am Hafengelände um. Die alte Auktionshalle wurde als Sporthalle genutzt, bevor J.-P. Boutet sie 1980 zum Kulturzentrum umbaute. Skulpturen aus der Kirche wurden in La Rochelle im Garten des Orbigny-Museums und Grabdenkmäler in der Stadtbibliothek aufgestellt.